# Tithaeus nigripes
Tithaeus nigripes is een hooiwagen uit de familie Tithaeidae. De originele naamcombinatie (protoniem) is Tithaeus nigripes Banks, 1930. De huidige (vanaf 2023) geldig wetenschappelijke naam van Tithaeus nigripes Gaat terug op Banks.